# 제작 세트

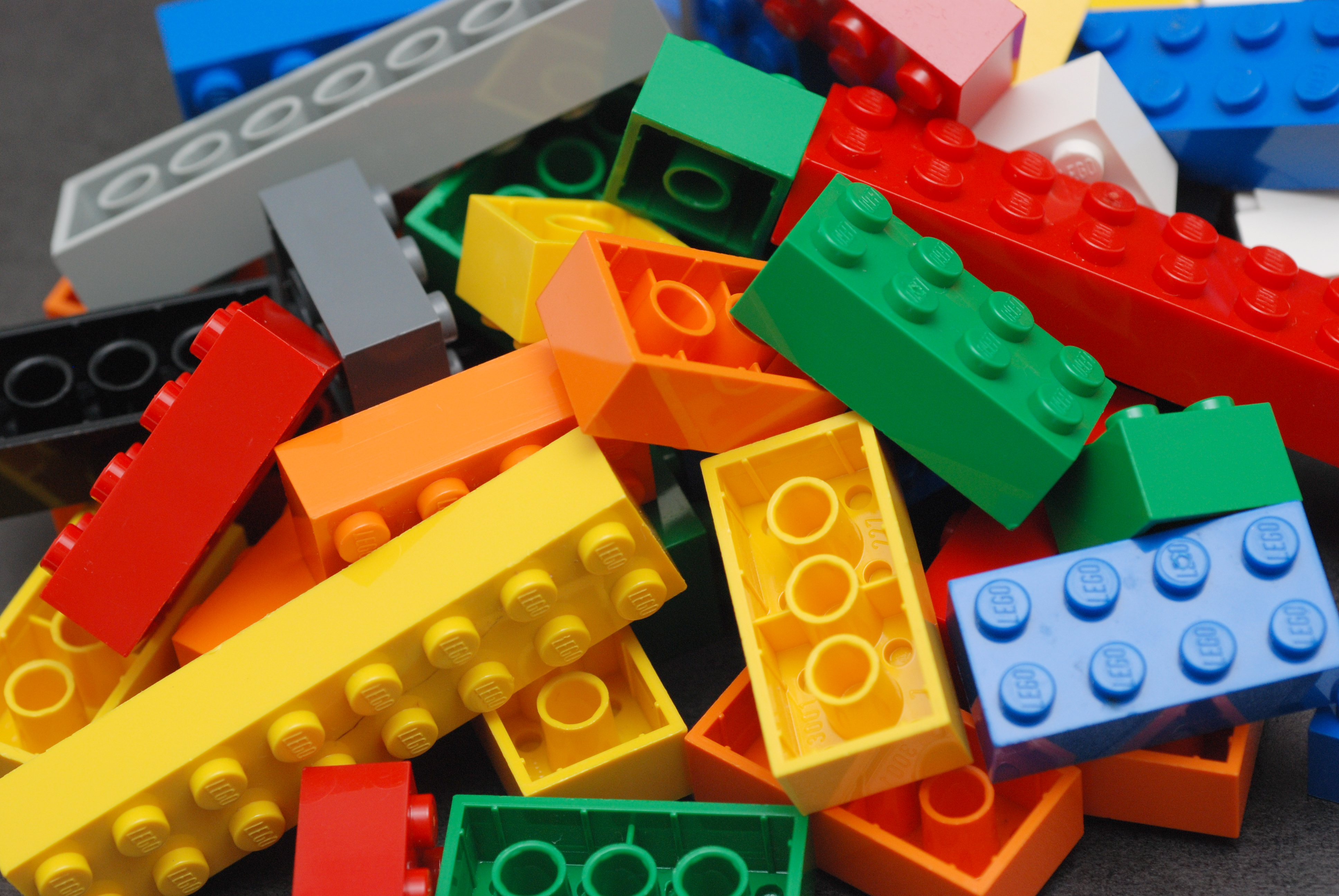
레고는 제작 세트의 대표적인 예시이다

제작 세트(construction set)는 여러 종류의 모형을 건설할 수 있는 표준 부품들의 집합체이다.
건설 세트는 일반적으로 장난감으로 판매된다. 건설 세트 장난감의 매우 인기있는 브랜드 중 하나는 레고이다.